# Neves (piłkarz)
Neves, właśc. Walter Oliveira Neves (ur. 17 września 1941 w São Paulo) – piłkarz brazylijski, występujący podczas kariery na pozycji lewego obrońcy.

## Kariera klubowa
Neves zawodową karierę piłkarską rozpoczął w klubie XV de Piracicaba w 1967. Przełomem w jego karierze był transfer do SE Palmeiras, gdzie występował w latach 1968–1970. W późniejszych latach występował jeszcze w Botafogo Ribeirão Preto i Jaboticabal Atlético, w którym zakończył karierę w 1979.

## Kariera reprezentacyjna
Neves jedyny raz w reprezentacji Brazylii wystąpił 25 lipca 1968 w wygranym 4-0 meczu z reprezentacją Paragwaju, którego stawką było Copa Oswaldo Cruz 1968.